# Гуаяс (река)
Гуа́яс — река в Эквадоре, впадающая в залив Гуаякиль. На реке расположен крупнейший город Эквадора Гуаякиль, а также Дуран.
Река Гуаяс изображена на гербе Эквадора.
Река берёт своё начало от слияния рек Дауле и Бабаойо.